# Natalia Cheremetievskaïa
Natalia Sergueïevna Cheremetievskaïa (russe : Наталья Сергеевна Шереметьевская) ou Nathalie Brassow (selon ses documents français), Natalia Brassova ou encore la comtesse Brassova (russe : Княгиня Наталья Брасова), ou Natalia Cheremetievskaïa-Romanovskaïa, née le 27 juin 1880 dans le village de Perovo (devenu depuis un arrondissement de Moscou) et décédée le 26 janvier 1952 à Paris, fut l'épouse morganatique du grand-duc Michel Alexandrovitch de Russie. En 1938, elle est titrée princesse Romanovskaïa-Brassova. Le nom de Brassova lui vient de celui adopté par son troisième mari, le grand-duc Michel, lorsqu'il ne voulait pas être reconnu (Brassovo était le nom d'un domaine qu'il possédait).

## Famille
Elle était la fille de Sergueï Alexandrovitch Cheremetievski, gentilhomme héréditaire et avocat à Moscou et de son épouse, née Ioulia Viatcheslavovna Sventitskaïa.

### Mariages et descendance

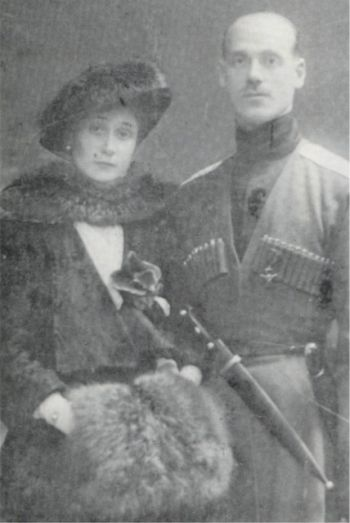
Commandant d'une division caucasienne, le grand-duc Michel et son épouse.

En 1902, elle épousa Sergueï Ivanovitch Mamontov (neveu de l'homme d'affaires et philanthrope Savva Mamontov).
Un enfant est né de cette union :
- Natalia Mamontova (dite Tata), (1903-1969). Elle épousa en 1921 Val Gielgud (divorcés en 1923), puis Cecil Gray dont elle eut une fille, Pauline Gray (1929-), et dont elle divorça également. Elle épousa en troisièmes noces, Michael Majolier dont elle eut une fille, Alexandra Majolier.

Natalia Cheremetievskaïa divorça de Mamontov en 1905 pour épouser un ami d'enfance, Vladimir Erikovitch von Wulfert, lieutenant des Cuirassiers Bleus de la Garde impériale.
Elle divorça de Wulfert en 1910 dans l'intention de se marier avec Michel Alexandrovitch frère du tsar Nicolas II, mais leur union ne put se faire qu'à l'étranger, à Vienne, le 16 octobre 1912, leur mariage morganatique n'étant pas conforme aux règles de la maison impériale. Ils durent se résoudre à renoncer à vivre en Russie.
De cette union naquit le comte Georges Brassov (né Georges von Wulfert) le 6 août 1910.

## Biographie
Natalia Sergueïevna Cheremetievskaïa naquit dans une famille bourgeoise de Moscou. Femme très élégante aux manières raffinées, sa grande beauté la place parmi les plus belles femmes de la société russe de ce début du XXe siècle. Âgée de 16 ans, en 1902, elle épousa Sergueï Ivanovitch Mamontov, pianiste accompagnateur à l'opéra Mamontov puis au théâtre du Bolchoï, un an plus tard, une fille surnommée Tata naquit de cette union. Natalia Cheremetievskaïa jugeant son époux « socialement ennuyeux » divorça en 1905 puis épousa son amant, le capitaine Vladimir Wulfert. Cet officier de cavalerie servait sous les ordres du grand-duc Michel de Russie dans un régiment de cuirassiers. Natalia Wulfert était âgée de 27 ans lorsqu'elle fit la rencontre du grand-duc, surnommé Micha. Le charme, les yeux rieurs de la jeune femme séduisirent le beau et athlétique grand-duc. Ce fut le coup de foudre. Très vite, ils devinrent inséparables. Le capitaine Wulfert très complaisant toléra un ménage à trois. Dans une lettre adressée à son frère Nicolas II, Micha demanda la permission d'épouser sa maîtresse. Celle-ci divorcée à deux reprises et mère d'une petite fille appartenant en outre à la bourgeoisie moscovite, ne pouvait, selon les lois très strictes régissant les mariages des membres de la famille impériale, épouser le grand-duc, aussi l'empereur refusa son consentement. Trois ans plus tard, la jeune femme, encore mariée au capitaine met au monde un petit garçon prénommé Georges, comme son oncle paternel décédé le 9 août 1899. L'impératrice Marie Fiodorovna tente de raisonner son fils cadet, en vain. En outre, lors de sa rencontre au Danemark avec l'impératrice douairière, la jeune femme campa sur ses positions, refusant comme la famille impériale le demandait de se séparer du grand-duc.
Bravant l'interdiction du tsar, le grand-duc épousa secrètement, le 15 octobre 1911, à Vienne, Natalia Sergueïevna Cheremetievskaïa dans une petite église orthodoxe serbe.

### La disgrâce
L'union du grand-duc Michel avec Natalia Cheremetievskaïa ne pouvait en aucun cas être annulée par les autorités de l'Église orthodoxe russe ou par les tribunaux russes impériaux. Elle fut considérée par la famille impériale comme une lâcheté et une trahison. Nicolas II retira à son frère ses droits de succession au trône et il lui retira également ses commandements dans l'armée impériale, ainsi que ses biens et l'exila.
En 1912, le jeune couple prit la décision de quitter la Russie. Ils descendirent dans de grands hôtels en Italie, en France puis en Angleterre. La vie auprès de son épouse transforma le grand-duc, devenu un homme mûr. En Angleterre, le couple vécut des jours heureux. Natalia Sergueïevna organisait des réceptions, où elle recevait la fine fleur du royaume britannique et le grand-duc se lança dans les affaires. Leur histoire ressemble à celle du grand-duc Paul Alexandrovitch de Russie, ayant fait lui-même un mariage morganatique et vivant alors aux portes de Paris.
Quelque temps plus tard, le grand-duc Michel demanda à l'empereur d'accorder à son épouse le titre d'épouse morganatique et à son fils Georges le titre de comte Brassov. Il accéda à la seconde requête.

### Retour en grâce

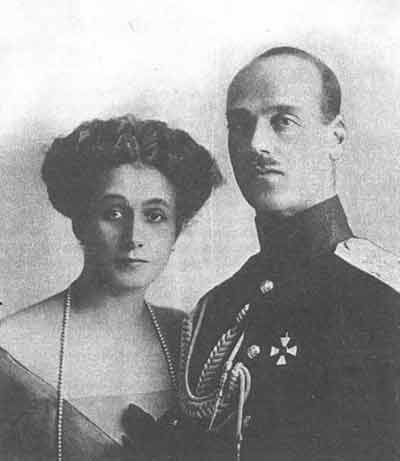
Natalia Cheremetievskaïa, comtesse Brassova et le grand-duc Mikhaïl Alexandrovitch de Russie.

En 1914, en raison de la guerre imminente, Natalia et Michel furent autorisés à rentrer en Russie et Michel reprit son grade dans l'armée impériale (général de cavalerie). Le couple et leur fils s'installèrent à Gatchina, à quelques mètres du palais où vécurent les parents du grand-duc. Dans sa nouvelle demeure, Natalia Sergueïevna recevait ses amis proches. Son salon était brillant et ses invités étaient célèbres pour leurs opinions anti-monarchiques.
Au cours de la Première Guerre mondiale, Nicolas II titra Natalia Cheremetievskaïa, comtesse Brassova. Le grand-duc Michel Alexandrovitch se vit confier le commandement d'une division de cavalerie composée de Tchétchènes, de Caucasiens et de Cosaques musulmans. Nombre de militaires russes considérèrent ce commandement confié à Micha comme une punition. Néanmoins, le grand-duc à la tête de son armée hétéroclite se distingua sur les champs de bataille et obtint l'ordre de Saint-Georges. Contrairement à son frère, Micha fut un chef militaire relativement apprécié. Pendant l'absence de son époux, Natalia Sergueïevna eut, semble-t-il, une amitié amoureuse avec le grand-duc Dimitri Pavlovitch de Russie.
En 1917, Nicolas II abdiqua et, à la surprise de tous, renonça également aux droits de son fils mineur. En effet, peu de gens savaient que le tsarévitch souffrait d'hémophilie.
La couronne fut proposée à Michel, mais la situation en Russie, tant sur le plan des affaires intérieures, que du front, était si catastrophique que le gouvernement poussa Michel à se retirer des affaires et proclama la République. Celle-ci fut renversée à l'automne suivant par le parti bolchevique dirigé par Lénine.

### Révolution russe
Sous le gouvernement provisoire d'Alexandre Kerenski, le couple continua à résider dans sa maison de Gatchina. Mais sous la pression des bolcheviques, le couple sera assigné à résidence surveillée dans sa demeure de Gatchina. Le couple continua à vivre relativement tranquillement, ce qui, quelques mois plus tard, sera fatal au grand-duc. À l'été 1917, Micha prend conscience de la gravité de la situation politique et, à contre-cœur, et dans le but de protéger son épouse et son fils, prend la décision de s'exiler en Angleterre. Sa décision de partir devient encore plus forte lorsqu'il est informé de l'ordre de transfert de son frère et de sa famille à Tobolsk. Quelque temps après sa dernière entrevue avec le tsar, en avril 1917, le grand-duc et la comtesse Brassova sont retenus prisonniers dans leur demeure de Gatchina. La comtesse Brassova pressentant le danger, tenta à plusieurs reprises d'obtenir des visas pour quitter la Russie. Elle établit le contact avec le terrible chef de la police bolchevique de Petrograd, Mosseï Ouritsky et obtient un entretien avec Lénine. Ce dernier subit la colère de la comtesse qui exige des laissez-passer signés. Toutes les tentatives de Natalia Sergueïevna demeurent vaines.
Le 7 mai 1918, le grand-duc fut exilé à Perm. Désespérée, la comtesse Brassova demanda l'autorisation d'accompagner son époux, ce qui lui fut refusé. Michel persuada son épouse de demeurer à Gatchina pour préparer sa fuite et celle de ses enfants à l'étranger. À deux reprises, elle rendit visite à son époux dans l'Oural. Sans nouvelles de son époux depuis les premiers jours de juin 1918, elle rencontra Lénine à Moscou, mais en vain. À la même époque, elle réussit à se procurer de faux documents pour faciliter la fuite de son fils au Danemark. Sans nouvelles de son époux et ignorant l'exécution sans jugement (12 juin 1918) du grand-duc tenue secrète par la Tchéka, la comtesse se rendit une troisième fois à Perm pour obtenir des nouvelles de son mari. Le chef de la Tcheka de Petrograd, Mousseï Ouritzky (1873-1918), accusant la comtesse d'homicide la fit incarcérer dans une prison où elle resta détenue pendant deux mois. Ensuite, munie d'un faux passeport danois et déguisée en infirmière de la Croix-Rouge, elle parvint à Kiev, accompagnée de sa fille. D'Odessa, la comtesse embarqua à bord d'un navire qui la débarqua à Constantinople avec sa fille.

## L’exil

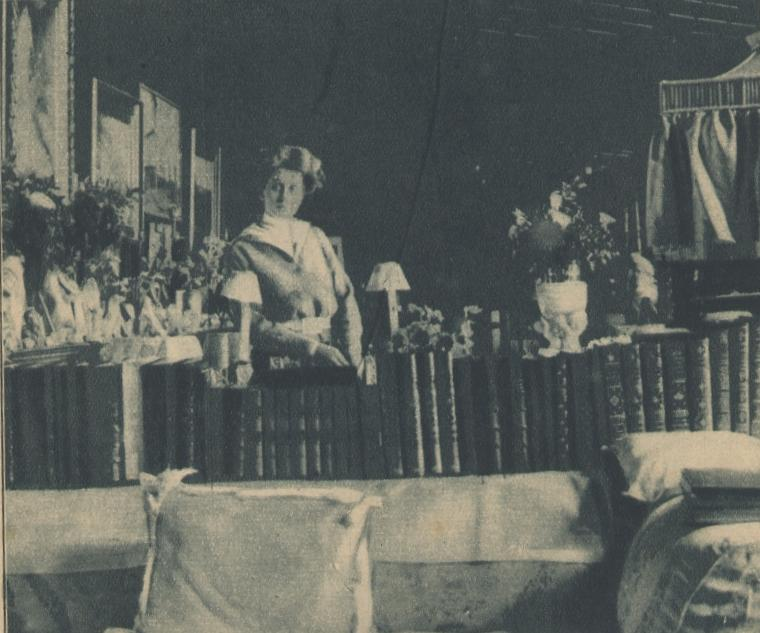
La comtesse Brassova, née Natalia Cheremetievskaïa, parmi ses livres, en 1917.

La comtesse Brassova se retrouva seule et désargentée à Constantinople. Ignorant toujours l’exécution de son époux, elle restait persuadée de le revoir un jour. Sans relâche, elle questionnait des émigrés russes, mais ses questions restaient sans réponse. En 1919, le grand-duc Alexandre Mikhaïlovitch rencontra par hasard dans une rue de Constantinople la comtesse errant. Son séjour en prison, l’absence de nouvelles de son époux lui avaient ôté une partie de ses esprits. Elle suspectait les Bolcheviks de l’espionner dans son hôtel. Le grand-duc Alexandre Mikhaïlovitch s’apitoya sur le triste sort de la comtesse et l’aida à se rendre en Angleterre. À cette époque, la comtesse se rendit à cette évidence terrible qu’elle ne reverrait jamais son époux. Elle ne sera informée qu’en 1951 sur les véritables circonstances de la mort du grand-duc Michel.
En Angleterre, la comtesse Brassova, très affligée par la mort de son époux, se remit doucement de cette immense douleur. Elle avait vécu de terribles événements dans la Russie des Bolcheviks, et en exil de nouveaux malheurs allaient la frapper. Les loyers de son ancienne maison louée par son époux avant la Première Guerre mondiale n'avaient pas été réglés pendant toute la durée du conflit, aussi les créanciers lui demandèrent le règlement de la totalité de la somme due, alors que sans argent, sans bijoux, elle devait subvenir aux besoins de ses deux enfants. Il y avait bien quelques bijoux retrouvés dans un coffre à Londres, mais cela était si peu. Quant aux Windsor, ils n’accordèrent pas plus d’intérêt à la comtesse et à ses deux enfants, qu'ils ne se soucièrent pour des raisons de politique intérieure du sort de Nicolas II et de sa famille en refusant de leur donner asile. Il faut préciser que le Premier ministre britannique, David Lloyd George, fut toujours hostile aux Romanov.
Pendant un certain temps, le roi Christian X de Danemark, cousin du grand-duc Michel, accorda une aide à la comtesse Brassova. Elle rencontra pour la seconde fois en séjour à Copenhague sa belle-mère l’impératrice douairière déchue et le petit comte Georges Mikhaïlovitch Brassov fit la joie de sa grand-mère, mais les liens entre l’impératrice Marie et sa belle-fille n’allèrent pas plus loin.
La comtesse s'établit à Paris. Sans ressources, elle se sépara de ses quelques bijoux. Son état de dénuement était tel qu'elle fut obligée de mettre en vente les distinctions militaires de son époux chez Sotheby's. Rien ne fut épargné à la comtesse : les Anglais s'opposèrent fermement à cette vente, arguant que les décorations remises au grand-duc appartenaient au royaume britannique et ils confisquèrent donc les distinctions. En France, sa position au sein de l’émigration russe fut des plus inconfortables, car les émigrés de la noblesse ne considérèrent jamais la comtesse comme l’une des leurs et pour les partisans de la République, elle était un membre à part entière de la famille Romanov. Aucun membre de la famille impériale ne lui porta secours. Seul le prince Félix Youssoupoff lui montra quelque intérêt. Son fils, le comte Georges Brassov, en poursuivant des études à Eton entama les maigres revenus de sa mère.
Le mauvais sort s'acharna sur la comtesse. Ainsi, en 1921, sa fille, Natalia Sergueïevna Mamontova, issue de son premier mariage, épousa sans son consentement Val Gielgud (1900-1981), l’un des pionniers de la diffusion de pièces dramatiques sur la BBC. En 1928, à la mort de l’impératrice douairière Marie Fiodorovna, le comte Georges Brassov reçut une importante somme d’argent en héritage. La comtesse décida en 1931 d’offrir un cadeau à son fils et avec son héritage, elle lui acheta une voiture de sport de marque Chrysler. Il eut un accident quelques jours plus tard dans cette même voiture et trouva la mort.
En effet, le jeune comte Brassov, ses examens terminés, avait décidé de prendre quelques jours de vacances à Cannes avec un ami. Il perdit le contrôle de sa voiture à quelques kilomètres de Paris et percuta un arbre. Son ami, le Néerlandais Edgar Moneanaar âgé de 19 ans, fut tué sur le coup, quant au prince, il fut transporté à l’hôpital d’Auxerre, avec les deux fémurs fracturés et de graves blessures internes. Il mourut à Auxerre, le 22 juillet 1931 sans avoir repris connaissance. Il fut inhumé au cimetière de Passy à Paris dans le XVIe arrondissement. La comtesse Natalia Sergueïevna s’occupa personnellement des funérailles de son fils et commanda une tombe de marbre vert et noir surmontée d’une croix orthodoxe. En qualité de fils du grand-duc Michel de Russie, le jeune comte eut droit à des funérailles dignes de son rang et quelques membres de famille Romanov assistèrent même aux obsèques. Pendant toute la cérémonie funèbre, la comtesse Brassova, livide, ne versa aucune larme, elle embrassa son fils une dernière fois.
Dans ces moments de douleurs intenses, une seule personne vint en aide à la comtesse. Ce fut le grand-duc Dimitri, fils aîné du grand-duc Paul, qui avait eu en 1916 eut une amitié amoureuse avec la comtesse, époque où Micha était sur le front,.
En 1938, le grand-duc Cyrille Vladimirovitch lui accorda le titre de princesse Brassova, et le 28 juillet 1935, le titre d’altesse impériale, princesse Romanovskaïa-Brassov.
Après la mort du grand-duc Dimitri en 1941 à Davos, la princesse vécut dans le plus grand dénuement, son âge avancé lui interdisant d’exercer une quelconque profession. Sans aucun objet à vendre, abandonnée de tous et ruinée, elle s'installa, après la Seconde Guerre mondiale dans une chambre de bonne 11, rue Madame, dans le quartier Saint-Sulpice à Paris VIe. Une élégante émigrée de la noblesse russe lui avait en effet offert cet abri, mais, dépourvue d’une quelconque humanité, cette dernière prenait plaisir à la brutaliser, à l'humilier, proclamant à qui voulait l’entendre qu’elle faisait l’aumône à la veuve du grand-duc Michel. La princesse se rendait, tous les jours, aux marchés du quartier, où les commerçants lui donnaient les denrées invendues.

### Décès

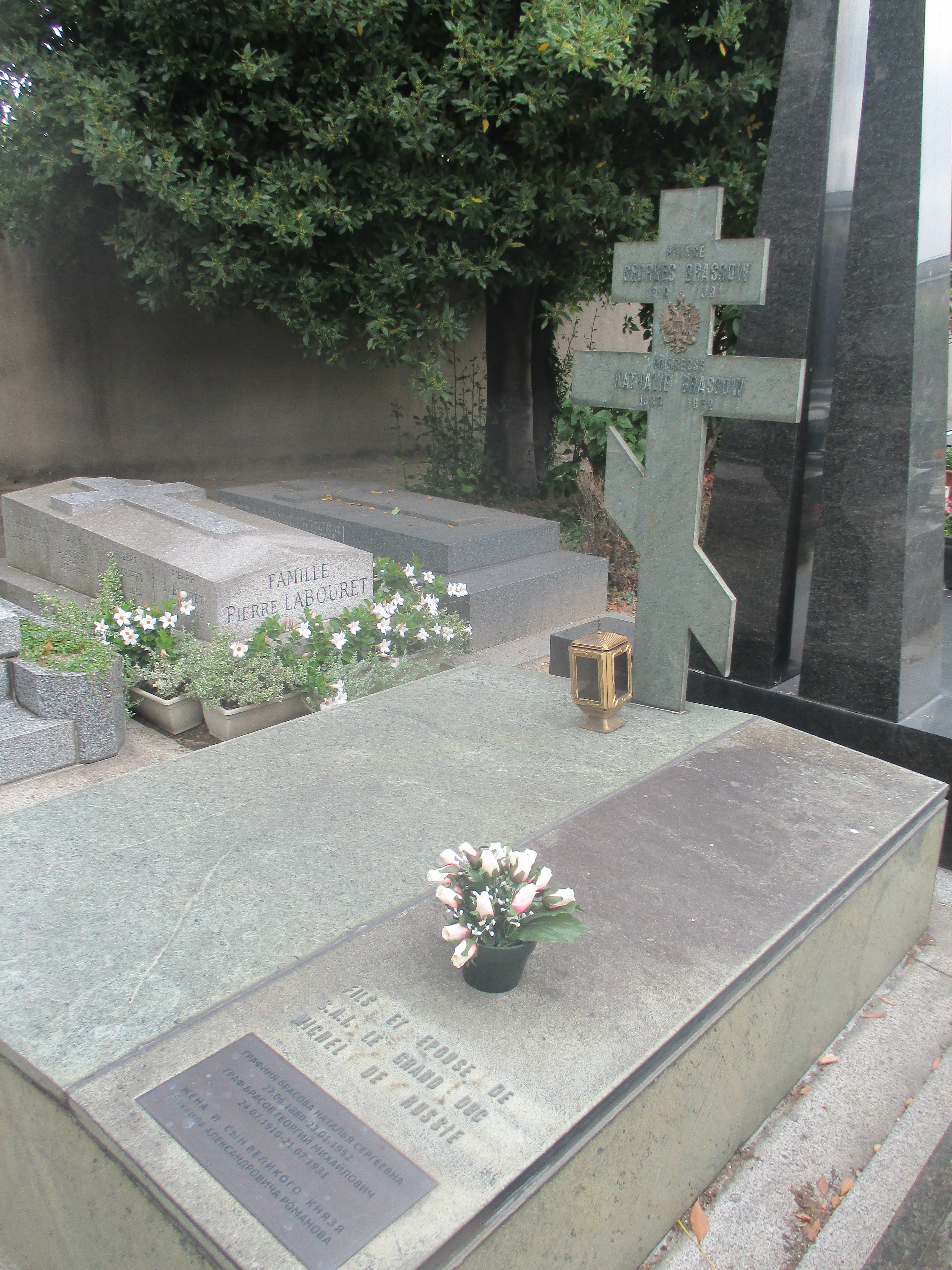
Sa tombe au cimetière de Passy.

La princesse Romanov-Brassov meurt d’un cancer du sein à l'hôpital Laennec de Paris, le 26 janvier 1952 dans un état de grande pauvreté, ayant quitté une chambre de bonne, où elle mangeait à peine à sa faim. Elle est inhumée à Paris au cimetière de Passy (9e division), derrière le Trocadéro, où repose déjà son fils. Sur sa tombe, l’on fait graver ces simples mots : « Fils et épouse de SMI le grand-duc Michel de Russie ». Sur la croix est inscrit « Princesse Nathalie Brassow 1880-1952 ». Dans la tombe voisine de la princesse repose le diplomate, historien et essayiste Maurice Paléologue, ancien ambassadeur à Saint-Pétersbourg et qui décrivit le monde d'avant la révolution d'Octobre avec des personnalités que la princesse avait côtoyées.

## Descendance
Pauline Gray (1929-) et Alexandra Majolier sont les petits-enfants de Natalia Sergueïevna Cheremetievskaïa. Pauline Gray détient des archives concernant sa grand-mère, qui n'ont pas été publiées.